# Festival Flamenco de Almería
El festival flamenco de Almería es un acontecimiento musical que se celebra en la ciudad de Almería (Andalucía, España) desde el año 1966 dedicado por entero al flamenco.

## Historia

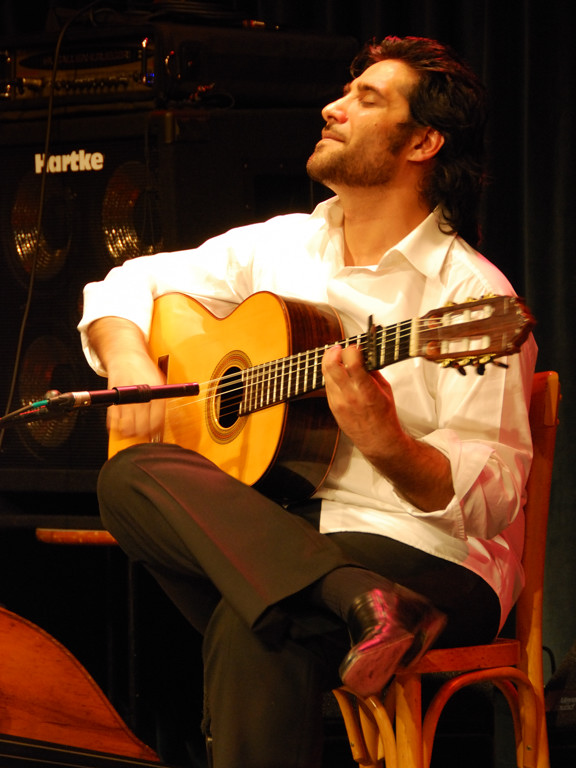
Juan José Heredia "Niño Josele", n. Almería, 1974.

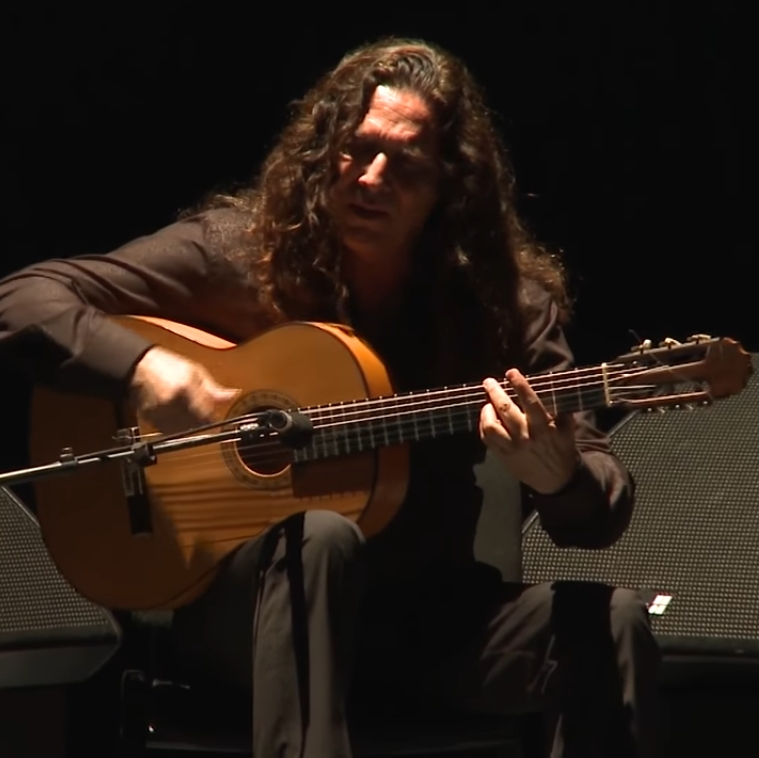
José Fernández Torres "Tomatito", n. Almería, 1958.

El festival flamenco de Almería comienza sus actividades en julio de 1966, con las actuaciones de El Chocolate, Fosforito, José Menese, Luis Caballero, Antonio Ranchal y Álvarez de Sotomayor al cante; Pedro Peña y Juan Habichuela a la guitarra; y Trini España y Farruco al baile.
En el año 2016 celebra sus bodas de oro con actividades especiales. Por primera vez su celebración se desvincula de la Feria de Almería. Las actividades incluyeron conciertos, charlas, cine, exposiciones, visitas guiadas o clases magistrales.
Los recitales se celebraron en el Mesón Gitano, con artistas como Rocío Segura, Montse Pérez, Tomás de María, Niño Josele, Arcángel, Farruquito, Tomatito, José Mercé, Eva La Yerbabuena, Miguel Poveda y Antonio Canales.
Las clases magistrales tuvieron lugar en el Museo de la Guitarra, con Tomatito y Antonio Canales. El mismo museo fue sede de las charlas impartidas por José Manuel Cano, Norberto Torres, Antonio Zapata o Alejandro Reyes. La exposición sobre los cincuenta años del festival tuvo lugar en la peña El Taranto. Las proyecciones de cine se realizaron en el Teatro Apolo.
Plazeando por el casco histórico de Almería es una actividad paralela, con varios artistas invitados.